# Какре-Елгинское сельское поселение
Какре-Елгинское сельское поселение — сельское поселение в Азнакаевском районе Татарстана.
Административный центр — деревня Какре-Елга.
В состав поселения входит 3 населённых пункта.

## Административное деление
- c. Какре-Елга
- дер. Катимово
- пос. Якты-Юл

## Население
| 2010 | 2011 | 2012 | 2013 | 2014 | 2015 | 2016 |
| ---- | ---- | ---- | ---- | ---- | ---- | ---- |
| 848  | ↘846 | ↘833 | ↘808 | ↗817 | ↘810 | ↘795 |
| 2017 | 2018 | 2019 | 2020 |      |      |      |
| ↘763 | ↘716 | ↗718 | ↘714 |      |      |      |